# Mouche de l'inule
Myopites stylatus
Pour les articles homonymes, voir Mouche.
Espèce
Synonymes
- Stomoxys stylatus Fabricius, 1794
- Myopites stylata Fabricius, 1794
- Myopites limbardae Schiner, 1863

La Mouche de l’Inule (Myopites stylatus) est une espèce d'insectes diptères brachycères du genre Myopites et de la famille Tephritidae. Sa larve est inféodée à l'Inule visqueuse. En étant l'hôte intermédiaire de guêpes parasitoïdes, elle peut être une aide dans la lutte contre la Mouche de l'olive, en oléiculture. Cette espèce est présente sur le pourtour méditerranéen.

## Morphologie
Myopites stylatus est une mouche de petite taille caractérisée par un labium inférieur assez long et par des ailes maculées. La femelle est dotée d'un ovipositeur de grande taille.

## Biologie

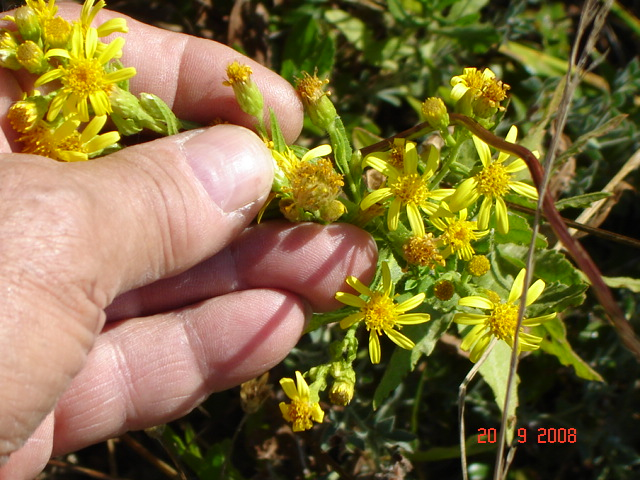
Galle en formation sur capitule d'Inule visqueuse (Hérault, France)

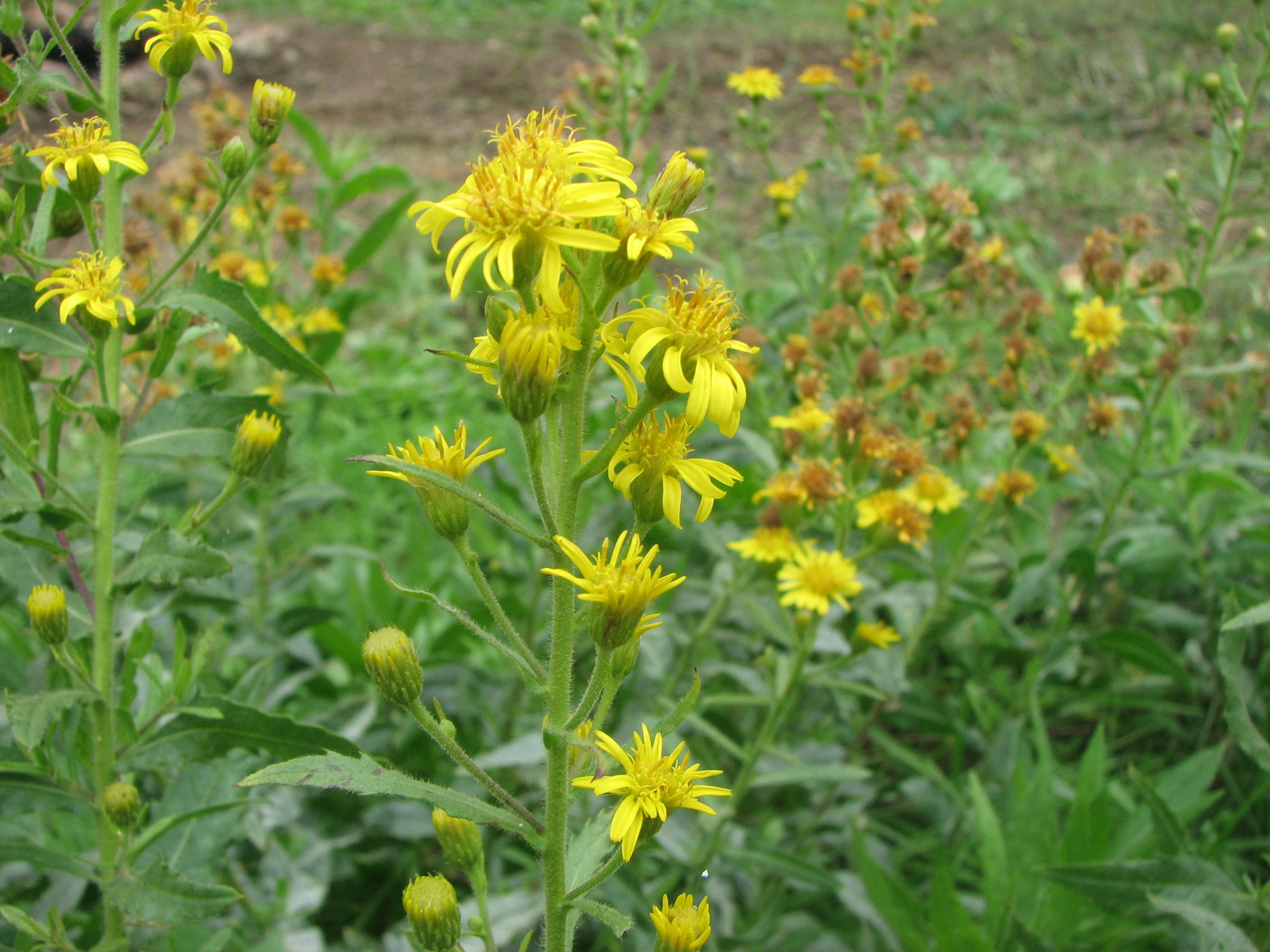
Capitules non parasités d'Inule visqueuse

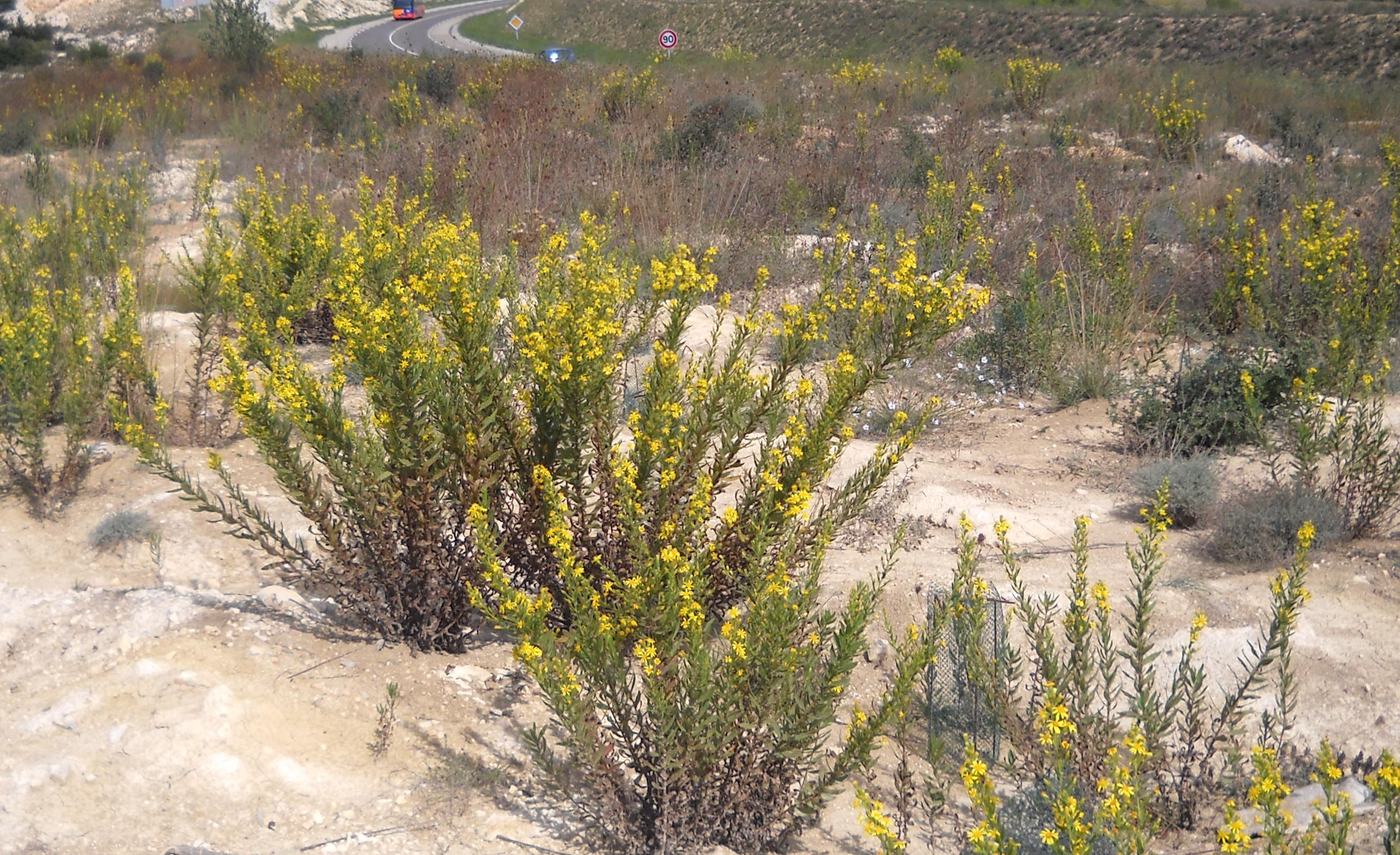
Biotope en milieux ouvert (Hérault, France)

La Mouche de l'Inule, est étroitement associée à l'Inule visqueuse (Dittrichia viscosa). Elle a également été observée sur le Jasonia glutineux. La femelle pond ses œufs dans le capitule qui se transforme en une galle caractérisée par des protubérances en forme de cheminées et devient ligneuse, dure et glabre. Dans chaque loge se trouve une larve d'un blanc jaunâtre. Elle se développe en se nourrissant de ses graines et peut y demeurer jusqu'à la fin de la floraison de l'année en cours. Au printemps suivant, l'insecte parfait (imago) émerge par la cheminée de la galle. Un autre espèce du genre Myopites, Myopites inulaedyssentericae, polyphage et cosmopolite, forme également une galle sur l'Inule visqueuse.

### Parasitoïdes
Les Myopites attirent, comme les autres Téphritidés, un certain nombre d'hyménoptères. Les galles sont parasitées et une partie des larves est la proie de ces hyménoptères (Eupelmidae, Eurytomidae, Eulophidae, Pteromalidae, Torymidae). Les études réalisées par le CSIC ont montré que ces guêpes parasitoïdes émergeaient des galles mises en incubation.

## Rôle en oléiculture
Myopites stylatus est parasitée, en particulier par Eupelmus urozonus (Hyménoptère Eupelmidae) à partir de la fin de septembre, période pendant laquelle la galle n'est pas entièrement lignifiée.  Le prédateur poursuit son action sous forme de larve ectophage tout au long de l'hiver dans les galles sèches qui finissent par tomber au sol. Au printemps, Eupelmus va aller parasiter tout autre hôte disponible jusqu'au mois de juillet où il s'attaque à Bactrocera oleae (Mouche de l'Olive). Fin octobre, début novembre, Eupelmus va sur les galles de Myopites sur l'Inule, avant que les galles achèvent leur durcissement.
Selon des travaux menés en Espagne en 2008, les parasitoïdes suivants ont été observés, émergeant de galles de Dittrichia viscosa incubées en laboratoire : Eurytomidae 52, Pteromalidae 17, Eupelmidae 22, Torymidae 15, et seulement 5 Myopites stylatus. Ces quatre groupes de parasitoïdes sont des Hyménoptères de la super-famille des Chalcidoidea.
La conclusion de l'auteur est « On peut donc espérer de ce taux de parasitisme ait un effet également non négligeable sur les populations de mouche [de l'olive] sous réserve que les Inules soient préservées assez longtemps et que les vergers ne soient pas trop traités aux insecticides. Rappelons que le Spinosad est efficace sur les Hyménoptères ! ».

## Répartition
La mouche de l'Inule affectionne les biotopes de sa plante hôte à savoir les lieux incultes ou pierreux du pourtour méditérannéen européen (tout en étant absente de Grêce) et africain. En France, elle est présente dans le Midi, les Alpes-Maritimes, les Landes et la Corse,.

### Annexe
- Acanthiophilus helianthi, la mouche du Carthame.